# Aconitum karafutense
Aconitum karafutense är en ranunkelväxtart. Aconitum karafutense ingår i släktet stormhattar, och familjen ranunkelväxter.

## Underarter
Arten delas in i följande underarter:
- A. k. baburinii
- A. k. karafutense